# 国泰桥
39°05′33″N 117°14′14″E / 39.09245°N 117.2372°E国泰桥，是天津市中心城区内的一座跨海河的桥梁，连接六纬路和小围堤道。桥梁为桁架拱桥，形式仿照悉尼海港大桥建造，主桥采用桁式拱肋与钢主梁组合成三跨中承式拱梁结构形式，总跨度172.38米，桥宽31.5米，拱宽24.5米，弦拱距离桥面高26米，下弦拱距桥面高22米。桥梁为双向6车道，两侧设人行观光走道，两端设有桥头堡。

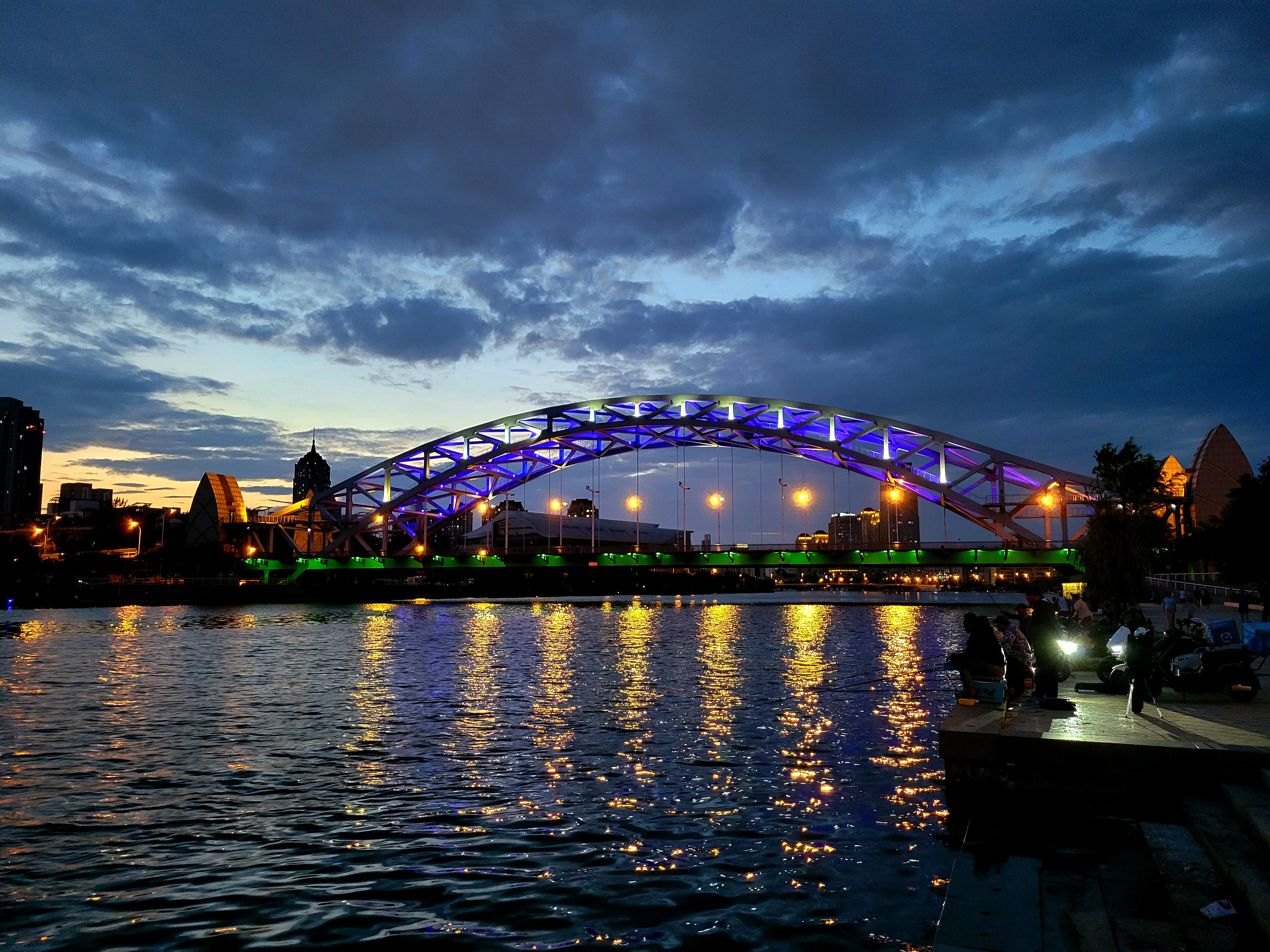
国泰桥夜景

国泰桥东侧引桥长100.29米，分为一幅机动车引桥和两幅非机动车引桥，西侧引桥长123.33米，不设人行道，过河行人需通过设在国泰道和小围道上的过街天桥，分别穿过民安路、台儿庄南路后至主桥人行道。
桥梁主体于2008年建成，但因桥的北岸涉及军队仓库，导致建成后长期不能实现通车。后经河东区政府和军队方面协商，于2012年5月3日正式通车。2013年，该桥获得由中国市政工程协会评选颁发的“全国金杯示范工程”奖。